# Proxenetus
Proxenetus is een geslacht van wantsen uit de familie van de Miridae (Blindwantsen). Het geslacht werd voor het eerst wetenschappelijk beschreven door Carvalho & Ferreira in 1973.

## Soorten
Het genus is monotypisch en bevat alleen de volgende soort:

- Proxenetus serranus Carvalho & Ferreira, 1973